# Hua Mulan

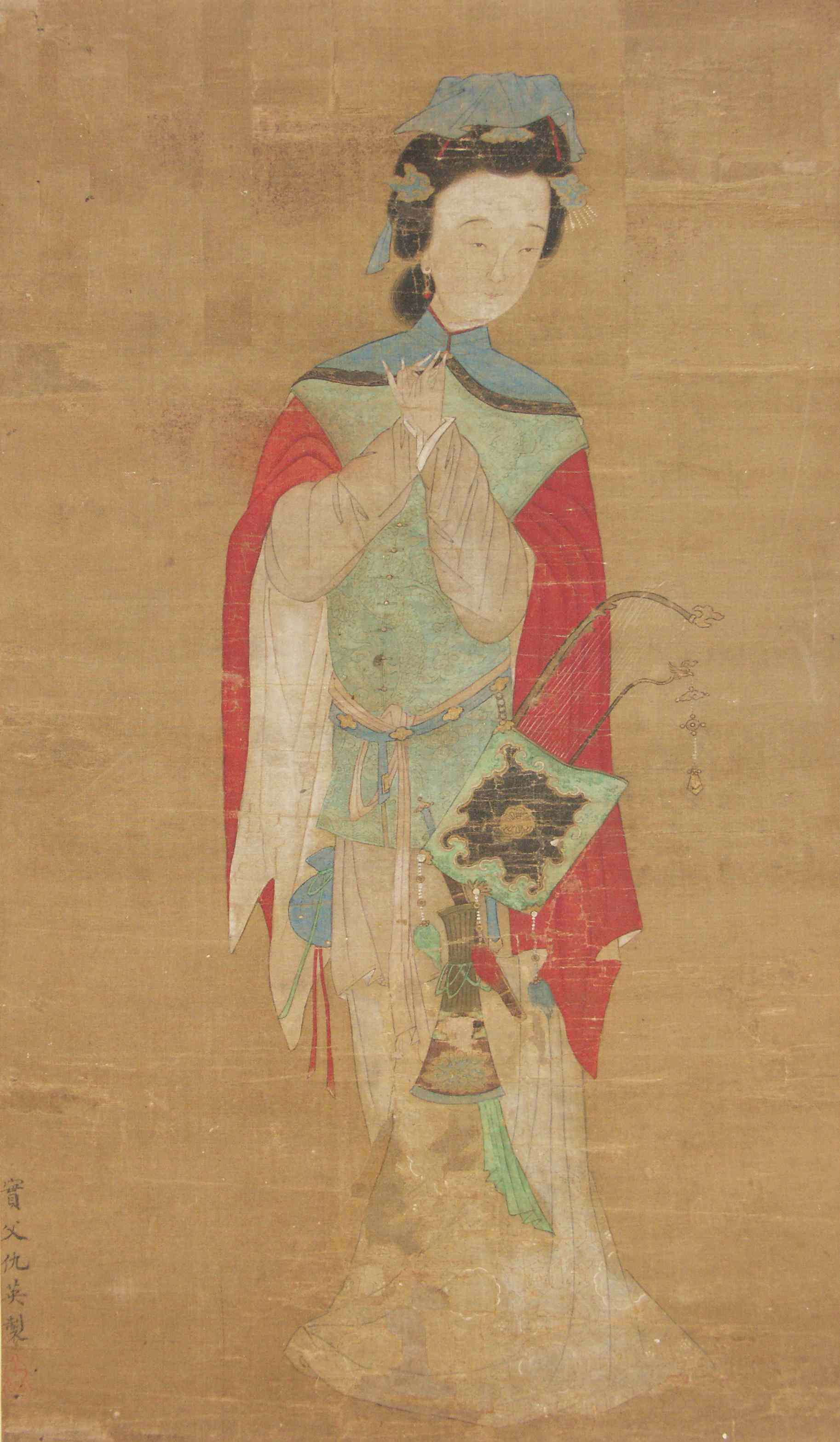
Porträtgemälde aus dem 18. Jahrhundert

Hua Mulan (chinesisch 花木蘭 / 花木兰, Pinyin Huā Mùlán) ist die Heldin eines alten chinesischen Volksgedichtes (sogenannte Yuefu), das wohl zwischen 420 und 589 nach Christus entstand und erst einige Jahrhunderte später in schriftlicher Form festgehalten wurde.
Die Protagonistin, ein Mädchen aus gutem Hause mit Namen Mulan, soll im 5. Jahrhundert nach Christus gelebt und sich als Mann verkleidet haben, um an Stelle ihres Vaters in den Krieg zu ziehen. Aus den frühesten Quellen der Ballade von Mulan lässt sich herauslesen, dass sie wahrscheinlich während der Nördlichen Wei-Dynastie (386–534) lebte. In einer anderen Version der Legende wird Mulan jedoch als Konkubine des Kaisers Yang, der 604–617 regierte, beschrieben.
Mulan bedeutet Magnolie.

## Originalfassung und Übersetzung
木兰词

唧唧复唧唧，木兰当户织，不闻机杼声，惟闻女叹息。
 问女何所思，问女何所忆，女亦无所思，女亦无所忆。
 昨夜见军帖，可汗大点兵。军书十二卷，卷卷有爷名。
 阿爷无大儿，木兰无长兄，愿为市鞍马，从此替爷征。
 东市买骏马，西市买鞍貉，南市买辔头，北市买长鞭。
 旦辞爷娘去，暮至黄河边。不闻爷娘唤女声，但闻黄河流水鸣溅溅。
 但辞黄河去，暮宿黑山头。不闻爷娘唤女声，但闻燕山胡骑鸣啾啾。
 万里赴戎机，关山度若飞。朔气传金析，寒光照铁衣。
 将军百战死，壮士十年归。归来见天子，天子坐明堂。
 策勋十二转，赏赐百千强。可汗问所欲，木兰不用尚书郎。
 愿驰千里足，送儿还故乡。爷娘闻女来，出郭相扶将。
 阿姊闻妹来，当户理红妆。小弟闻姊来，磨刀霍霍向猪羊。
 开我东阁门，坐我西阁床。脱我战时袍，着我旧时裳。
 当窗理云鬓，对镜贴花黄。出门看伙伴，伙伴皆惊惶。
 同行十二年，不知木兰是女郎！ 雄兔脚扑朔，雌兔眼迷离。
 双兔傍地走，安能辨我是雄雌。

Die Ballade von Mulan

Ein Seufzen ist zu hören, dann wieder ein Seufzen.

Mulan sitzt draußen vor dem Haus am Webstuhl.

Die Geräusche des Webstuhls sind nicht zu hören,

nur das Seufzen der Tochter ist zu hören.

»Tochter, woran denkst Du?

Tochter, was bekümmert Dich?«

»Ich denke an nichts.

Ich habe keinen Kummer!«

Doch gestern Abend sah Mulan den Einberufungsbefehl, der Khan ruft ein großes Heer zusammen.

Es gibt ein Dutzend Einberufungslisten,

jede mit den Namen von Vätern darauf.

»Mein Vater hat keinen erwachsenen Sohn,

ich habe keinen älteren Bruder.«

»Lasst mich Pferd und Sattel kaufen und ich werde an Vaters Stelle in den Krieg ziehen.«

Auf dem östlichen Markt erwirbt sie ein ausgezeichnetes Pferd,

auf dem westlichen Markt einen Sattel und eine Satteldecke.

Auf dem nördlichen Markt kauft sie das Zaumzeug,

auf dem südlichen Markt eine lange Peitsche.

Bei Tagesanbruch nimmt sie Abschied von ihren Eltern,

in der Abenddämmerung lagert sie am Ufer des Gelben Flusses.

Die Rufe ihrer Eltern hört sie nicht,

nur das immerwährende Rauschen des Flusses.

Die Rufe ihrer Eltern hört sie nicht,

nur die Anfeuerungsrufe der wilden Reiter aus den Yan-Bergen.

Immer wieder reitet sie tausende von Meilen zu den Schlachtfeldern,

überquert dabei Berge und Täler wie im Flug.

Eisige Winde überbringen den Klang der Nachtwächterklapper,

winterlich fahles Licht scheint auf die eisernen Rüstungen.

Generäle starben in hunderten von Schlachten,

verdiente Soldaten kehren nach über zehn Jahren heim.

Sie kehren heim, um dem Sohn des Himmels zu huldigen.

Der Sohn des Himmels hält Hof in der prächtigen Halle.

Nach den Aufzeichnungen (Mulans militärischer) Verdienste hat sie

die höchstmögliche zu vergebende Beförderung erreicht.

Als Belohnung erhält sie großen Reichtum.

Der Khan fragt Mulan, was ihr Wunsch sei.

Doch Mulan will kein Amt am Hof des Khan.

Sie bittet nur um ein schnelles Kamel (mit tausend Meilen Hufen),

das sie zurück nach Hause tragen kann.

Als die Eltern von der baldigen Ankunft der Tochter hören,

gehen sie vor die Tore der Stadt, sich gegenseitig stützend.

Als sie von der baldigen Ankunft ihrer kleinen Schwester erfährt,

kleidet und schmückt sich die ältere Schwester in glückverheißenden

Farben gegenüber der Eingangstür.

Als er von der baldigen Ankunft der großen Schwester erfährt,

schärft der jüngere Bruder sein Messer, um Schwein und Schaf zu

schlachten.

»(Zuhause) öffne ich meine östliche Schlafzimmertür und setze mich

auf mein westliches Schlafzimmerbett.

Ich ziehe meine Kriegskleidung aus und trage wieder mein altes

Kleid.«

Am Fenster richtet Mulan ihr gleich Wolken fallendes Haar,

sie schaut in den Spiegel und steckt sich einen Kopfschmuck aus gelben Blumen an.

Sie geht nach draußen, um ihre Kameraden zu treffen.

Ihre Kameraden schauen überrascht und ungläubig.

»Zwölf Jahre sind wir zusammen marschiert,

und wir haben nicht erkannt, dass Mulan eine Frau ist.«

Männliche Hasen rennen gerne wild umher.

Weibliche Hasen haben verschleierte Augen und einen glasigen

Blick.

Wenn du sie jedoch beide nebeneinander auf der Wiese rennen

siehst,

wie kannst du sie dann unterscheiden und sagen, wer davon Mann

oder Frau ist? 

## Medien
1998 veröffentlichte Disney einen Zeichentrickfilm unter dem Titel Mulan, der auf der Ballade basiert. Die Geschichte ist jedoch zeitlich später angesiedelt als die Vorlage und mit einiger erzählerischer Freiheit wiedergegeben. In Folge der Verfilmung verlegte der Disney-Konzern immer wieder, in verschiedenem Umfang, Formaten und von unterschiedlichen Zeichnern, Bilderbücher zur Legende. Eine Hörspielfassung produzierte das Label Disky (Niederlande) 1999 in verschiedenen Sprachen, auch auf Deutsch, auf einer CD. Im Jahr 2004 folgte die Video- und DVD-Fortsetzung Mulan 2.
2009 wurde mit Mulan – Legende einer Kriegerin eine chinesische Realverfilmung produziert. 2020 erschien eine weitere, von Disney produzierte Realverfilmung mit dem Titel Mulan, in der Liu Yifei die Titelrolle übernahm.